# Journal of Clinical Pathology
Il Journal of Clinical Pathology (JCP) è una rivista medica sottoposta a revisione paritaria che copre tutti gli aspetti della patologia, pubblicata dal BMJ Group e di proprietà congiunta dell'Association of Clinical Pathologists. Le aree diagnostiche e di ricerca trattate includono: istopatologia, virologia, ematologia, microbiologia, citopatologia, patologia chimica, patologia molecolare, patologia forense, dermatopatologia, neuropatologia e immunopatologia.
Ogni numero contiene articoli di ricerca originali, articoli di revisione, brevi resoconti, casi clinici, corrispondenza e recensioni di libri.
Nel 2005 il Journal of Clinical Pathology ha incorporato Molecular Pathology, che è stato pubblicato dal 1995 al 2004.
Gli articoli della rivista divengono ad accesso aperto dopo 12 mesi dalla data di pubblicazione.

## Indicizzazione
Gli abstract e gli articoli della rivista sono indicizzati da: Science Citation Index, Index Medicus (Medline), Scopus, Google Scholar e EMBASE/Excerpta Medica.
Secondo il Journal Citation Reports, il suo fattore di impatto nel 2023 è stato pari a 2,5, che l'ha collocata al 37° posto fra 88 riviste presenti nella categoria "Patologia".
La rivista è stata citata dalle seguenti altre: Journal of Clinical Pathology, Histopathology, Archives of Pathology & Laboratory Medicine, Human Pathology e World Journal of Gastroenterology. Le riviste citate più spesso dal Journal of Clinical Pathology sono: Journal of Clinical Pathology, American Journal of Surgical Pathology, Cancer, Cancer Research e Modern Pathology.